# Brief des Ignatius an die Philadelphier
Der Brief des Ignatius an die Philadelphier  ist ein Mahn- und Lehrschreiben des Apostolischen Vaters Ignatius von Antiochien an die Kirche in Philadelphia. Er verfasste ihn vermutlich im ersten Jahrzehnt des 2. Jahrhunderts in der kleinasiatischen Stadt Troja (vgl. Kap. 11, 2). Der Brief ist einer der sieben Ignatiusbriefe: diese bilden wiederum einen Teil jener Sammlung frühchristlicher Schriften, die den Namen „Apostolische Väter“ trägt.

## Anlass
Anlass des Briefs ist in erster Linie die Freude über die Gemeindemitglieder, die in besonders großer Frömmigkeit leben und den nach Christi Willen eingesetzten (Einleitung) Amtsträgern gehorchen. Jedoch gibt es weitaus mehr Mahnung und Warnung als Lob. Die Mahnungen zur Bekämpfung von Irrlehren und Spaltungen sind allerdings nicht so zu interpretieren, dass es in der Gemeinde bereits solche Missstände gab: Hütet euch vor den schlimmen Pflanzen, die Jesus Christus nicht anbaut, weil sie keine Pflanzung des Vaters sind; nicht weil ich bei euch eine Spaltung gefunden hätte, vielmehr fand ich Reinigung. (3, 1)

## Struktur des Briefs
- Einleitung
- 1. Kap. Lob des Bischofs.
- 2. Kap. Warnung vor Spaltung und Irrlehre.
- 3. Kap. Irrlehren sind Giftpflanzen.
- 4. Kap. Haltet nur eine Eucharistie!
- 5. Kap. Des Ignatius Liebe zu den Philadelphiern; Anerkennung der Propheten.
- 6. Kap. Warnung vor dem Judentum.
- 7. Kap. Schon Früher mahnte ich zur Eintracht.
- 8. Kap. Die echten Urkunden des Glaubens.
- 9. Kap. Das Eigenartige des Evangeliums.
- 10. Kap. Die Philadelphier sollen an die Kirche von Antiochien eine Gesandtschaft schicken.
- 11. Kap. Ignatius dankt den Philadelphiern Für die freundliche Aufnahme seiner Begleiter; Grüsse.

## Inhalt

### Allgemein
Auffällig sind, wie auch in zahlreichen anderen Ignatiusbriefen, die Worte zur Rolle der Amtsträger, besonders der des Bischofs. Nach Ignatius gebührt dem Bischof unbedingter Gehorsam, der nach Christi Willen eingesetzt wurde (Einleitung). In Zusammenhang mit der Mahnung zur Einheit und Bekämpfung von Spaltungen, bezeichnet er nur die diejenigen zu Gott gehörig, die dem Bischof folgen (vgl. 3, 2). Folglich ist ein einträchtiges und gottgemäßes Leben in der Kirche nur dann/dort möglich, wenn/wo der Bischof wirkt. Bedeutsam, besonders für die heutige Kirche, sind die Worte bezüglich der Eucharistie, nach denen diese möglichst nur in kirchlicher Einheit vollzogen werden soll: Bemühet euch, nur eine Eucharistie zu feiern; denn es ist nur ein Fleisch unseres Herrn Jesu Christi und nur ein Kelch zur Einigung mit seinem Blute, nur ein Altar, wie nur ein Bischof ist in Verbindung mit dem Presbyterium und (den) Diakonen, meinen Mitknechten, auf dass, was immer ihr tuet, ihr tuet gemäss dem Willen Gottes. (4)
Neben den Worten zur Bedeutung des Bischofsamtes warnt Ignatius noch vor judaistischen Lehren (6, 1) und ruft an vielen verschiedenen Stellen zu Einheit und Abstand von Spaltungen auf.
Nach C. K. Barrett ist dieser Brief der sinnvollste Ausgangspunkt für eine Untersuchung aller sieben Ignatiusbriefe.

### Zitate
Zum Bischofsamt
- (...)die Kirche Gottes des Vaters und des Herrn Jesu Christi, die in Philadelphia in Asien sich befindet, begnadigt und gefestigt in Eintracht mit Gott, die ohne Aufhören frohlockt im Leiden unseres Herrn und die in seiner Auferstehung vollendet ist in jeglicher Barmherzigkeit, die ich grüsse im Blute Jesu Christi, die meine ewige und bleibende Freude ist, besonders wenn sie eins ist mit ihrem Bischof und seinen Presbytern und den nach Jesu Christi Willen eingesetzten Diakonen, die er nach seinem eigenen Willen in Festigkeit gestärkt hat durch seinen Heiligen Geist. (Einleitung)
- (...)alle, die Gott und Jesus Christus angehören, stehen auf Seiten des Bischofs (...) (3, 2)
- (...) Haltet euch an den Bischof, das Presbyterium und die Diakonen. (...) (7, 1)
- (...) Ohne Bischof tuet nichts (...) (7, 2)
- (...) Allen Reuigen jedoch vergibt der Herr, wenn sie sich bekehren zur Einheit mit Gott und zur Vereinigung mit dem Bischof. (...) (8, 1)